# Hogesnelheidslijn Connerré - Rennes
De spoorlijn Connerré - Rennes is een Ligne à Grande Vitesse van Connerré bij Le Mans naar Rennes. De lijn is 181,6 km lang en heeft als lijnnummer 408 000.

## Geschiedenis
De lijn is geopend als verlenging van de in 1989 geopende hogesnelheidslijn Courtalain - Connerré, onderdeel van de LGV Atlantique. Na de start van de bouw op 27 juli 2012 werd de lijn bijna 5 jaar later op 2 juli 2017 geopend. Tegelijk werd ongeveer 32 km aan raccordementen met bestaande spoorlijnen geopend waarmee de bereikbaarheid van Bretagne en Pays de la Loire aanzienlijk werd verbeterd.

## Treindiensten
De SNCF verzorgt het personenvervoer op dit traject met TGV en TER treinen.
| Serie      | Treinsoort | Route | Bijzonderheden                                                                             |
| ---------- | ---------- | --- | ------------------------------------------------------------------------------------------ |
| TGV 5200   | TGV (SNCF) | [ [ Nantes – ] / [ Rennes – ] Le Mans – ] / [ Bordeaux-Saint-Jean – Saint-Pierre-des-Corps – ] Massy TGV – Aéroport Charles-de-Gaulle 2 TGV – [ Lille-Europe ] / [ Lille-Flandres ] |                                                                                            |
| TGV 5300   | TGV (SNCF) | [ [ [ Nantes – Angers-Saint-Laud – [ Saumur – Saint-Pierre-des-Corps – ] / [ Le Mans – ] ] / [ Rennes – Le Mans – ] Massy TGV – ] ] / [ Le Havre – Rouen-Rive-Droite – Mantes-la-Jolie – Versailles-Chantiers – Massy-Palaiseau – ] Lyon-Part-Dieu – [ Lyon-Perrache ] / [ Valence-Rhône-Alpes-Sud TGV – [ Nîmes-Pont-du-Gard – Montpellier-Sud-de-France ] / [ Nîmes – Montpellier-Saint-Roch ] / [ Avignon TGV – Aix-en-Provence TGV – Marseille-Saint-Charles ] ] |                                                                                            |
| TGV 5450   | TGV (SNCF) | [ Rennes – ] / [ Nantes – Angers-Saint-Laud – ] Le Mans – Massy TGV – Marne-la-Vallée - Chessy – Aéroport Charles-de-Gaulle 2 TGV – Champagne-Ardenne TGV – Lorraine TGV – Strasbourg-Ville | Twee treinen per dag.                                                                      |
| Ouigo 7610 | TGV (SNCF) | Paris-Montparnasse – Le Mans – Laval – Rennes – [ Saint-Brieuc – Guingamp – Morlaix – Brest ] / [ Vannes – Auray – Lorient – Quimper ] |                                                                                            |
| Ouigo 7620 | TGV (SNCF) | Paris-Montparnasse – Le Mans – Angers-Saint-Laud – Nantes |                                                                                            |
| TGV 8050   | TGV (SNCF) | Paris-Montparnasse – Le Mans – Laval – Rennes – Saint-Malo |                                                                                            |
| TGV 8600   | TGV (SNCF) | Paris-Montparnasse – Massy TGV – Le Mans – Laval – Rennes – Saint-Brieuc – [ Brest ] / [ Lannion ] |                                                                                            |
| TGV 8700   | TGV (SNCF) | Paris-Montparnasse – Laval – Rennes – Vannes – Lorient – Quimper |                                                                                            |
| TGV 8800   | TGV (SNCF) | Paris-Montparnasse – Massy TGV – Le Mans – Angers-Saint-Laud – Nantes |                                                                                            |
| TGV 8900   | TGV (SNCF) | Paris-Montparnasse – Le Mans – Angers-Saint-Laud – Nantes – [ Saint-Nazaire – Le Croisic ] / [ La Roche-sur-Yon – Les Sables-d'Olonne ] |                                                                                            |
| TGV 9800   | TGV (SNCF) | [ Luxemburg – Thionville – Metz-Ville – Strasbourg-Ville – Mulhouse-Ville – Belfort-Montbéliard TGV – Besançon Franche-Comté TGV – Dijon-Ville – Mâcon-Ville – ] / [ Brussel-Zuid – Lille-Europe – Arras – TGV Haute-Picardie – Aéroport Charles-de-Gaulle 2 TGV – [ Champagne-Ardenne TGV – Meuse TGV – Lorraine TGV – Strasbourg-Ville ] / [ Marne-la-Vallée - Chessy – [ Massy TGV – Le Mans – [ Laval – Rennes ] / [ Angers-Saint-Laud – Nantes ] ] / [ Creusot TGV – ] Lyon-Part-Dieu – [ Avignon TGV – Marseille Saint-Charles ] / [ Montpellier-Saint-Roch – Perpignan ] ] | Dagelijkse verbinding met Montpellier en Marseille. Perpignan - Brussel tweemaal per week. |
| K 4        | TER (SNCF) | Rennes – Vitré – Laval – Sablé-sur-Sarthe – Angers-Saint-Laud – Ancenis – Nantes |                                                                                            |

## Aansluitingen
In de volgende plaatsen is er een aansluiting op de volgende spoorlijnen:
Connerré
RFN 408 305, raccordement van Connerré Fret
RFN 429 000, spoorlijn tussen Courtalain en Connerré
RFN 429 310, raccordement van Connerré-Sud
Milesse
RFN 408 315, raccordement van la Milesse Fret
RFN 408 320, raccordement van la Milesse-Voyageurs V1
RFN 408 321, raccordement van la Milesse-Voyageurs V2
Sablé-Sur-Sarthe
RFN 408 340, raccordement van Sablé-sur-Sarthe
RFN 408 345, raccordement van la virgule van Sablé-sur-Sarthe
Laval
RFN 408 360, raccordement van Laval-Est
RFN 408 370, raccordement van Laval-Ouest
Cesson-Sévigné
RFN 420 000, spoorlijn tussen Paris-Montparnasse en Brest

## Elektrische tractie
De lijn werd bij aanleg in 2017 geëlektrificeerd met een spanning van 25.000 volt 50 Hz.

## Galerij

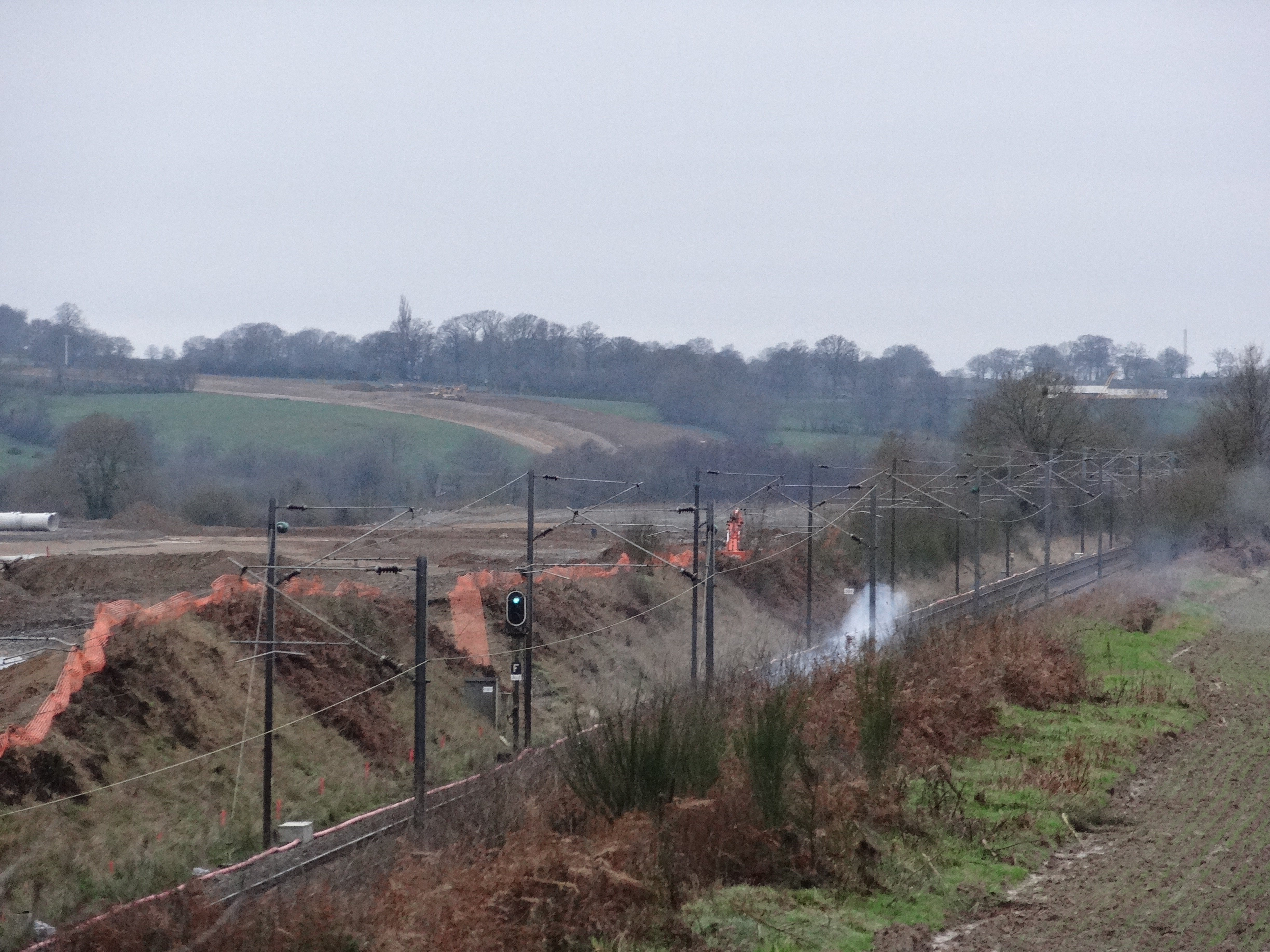
Bouw van de LGV, raccordement van Laval-Ouest
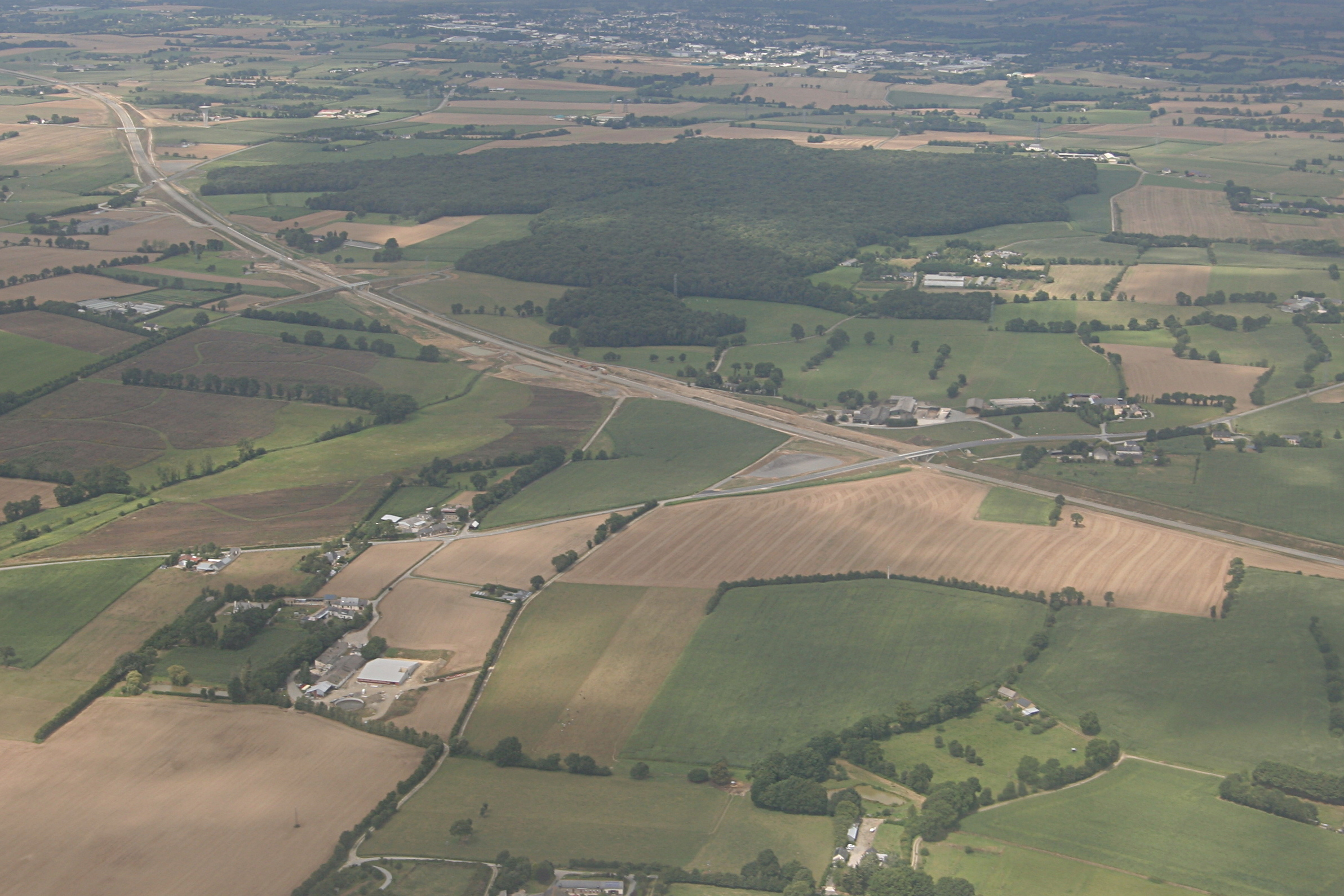
Werkbasis bij Noyal-sur-Vilaine
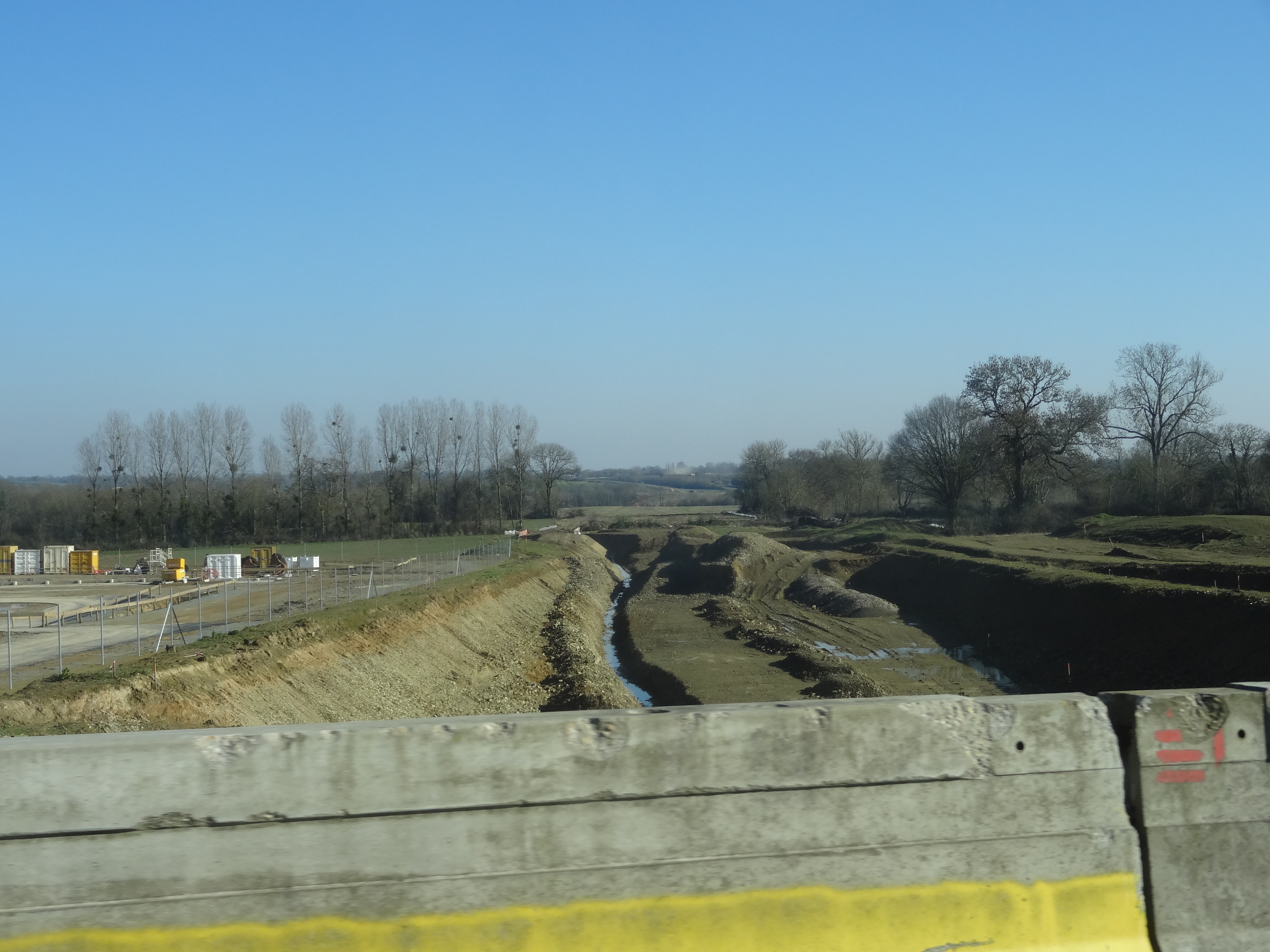
Kruising met de A81 in aanbouw.
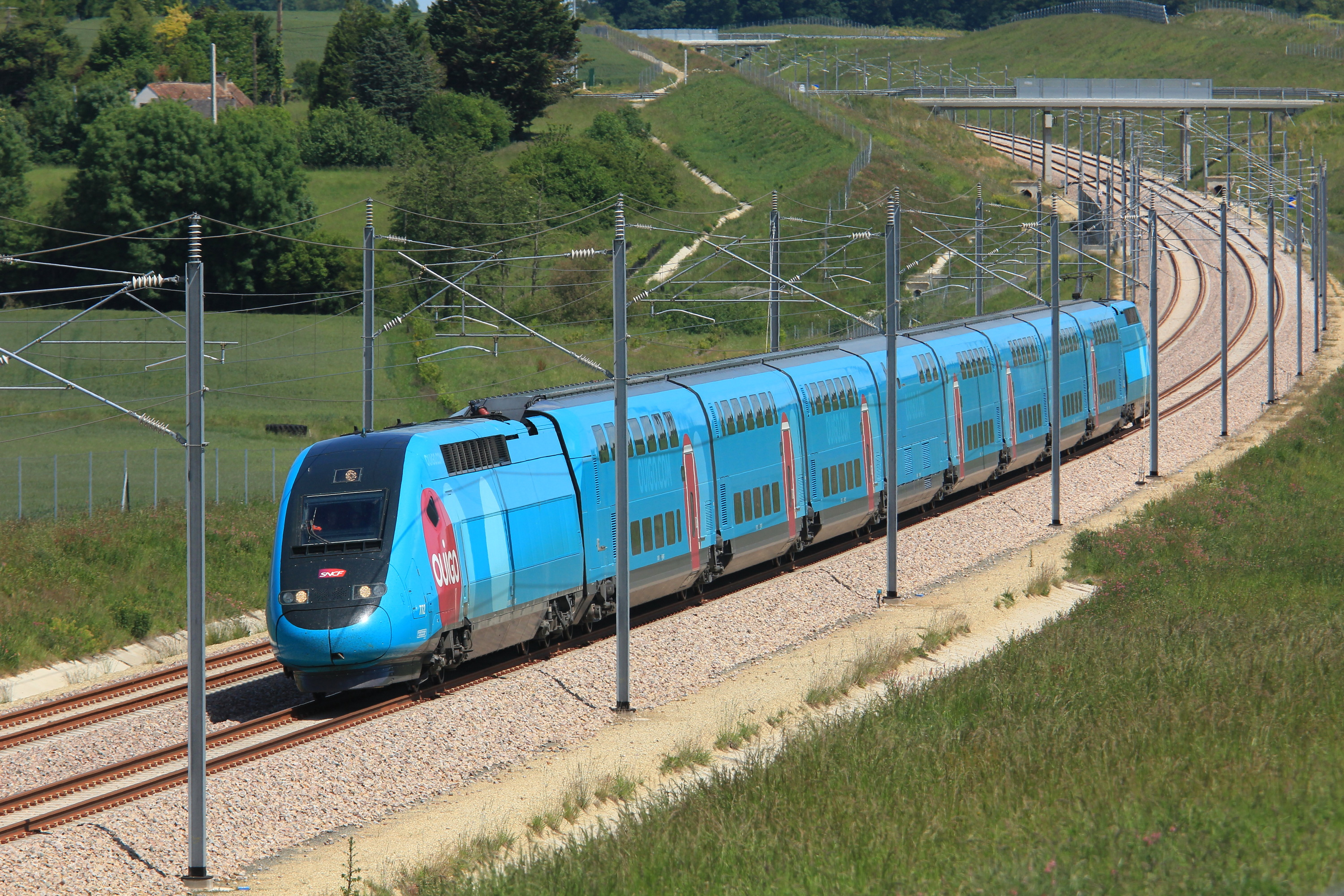
Testrit bij Chantenay-Villedieu